# الرين القديم (الرين)
الرين القديم، هي قرية من فئة (أ) تقع في محافظة الرين، والتابعة لمنطقة الرياض في السعودية. وتبعد الرين القديم عن محافظة الرين بمسافة تقارب () كم.